# Feral Interactive
Feral Interactive est un éditeur de jeux vidéo pour les plateformes macOS, iOS, Nintendo Switch et Linux fondé en 1996 et basé à Londres.
Travaillant en étroite collaboration avec (entre autres) Square Enix, 2K Games, SEGA, Warner Bros. Interactive Entertainment et Codemasters, Feral Interactive développe et édite les adaptations des jeux les plus emblématiques de ses partenaires, notamment les séries Total War et Batman: Arkham, ou encore Tomb Raider et X-COM. 
Les jeux édités par Feral sont vendus sur Steam et sur le Mac App Store, ainsi que dans son propre magasin en ligne : la boutique de Feral.
De 1996 à 2013, Feral Interactive a exclusivement édité des jeux pour macOS. En juin 2014, l'entreprise londonienne a sorti son premier titre pour Linux, XCOM: Enemy Unknown. En novembre 2016, Feral a sorti son premier titre pour iOS, Rome: Total War pour iPad. En novembre 2017, Feral a sorti son premier titre iOS à la fois pour iPhone et iPad, GRID Autosport. En novembre 2018, Feral a annoncé une version de GRID Autosport pour Nintendo Switch.

## Jeux

### macOS
- Alien: Isolation
- Batman: Arkham Asylum
- Batman: Arkham City - Édition Game of the Year
- Battle-Girl
- Battlestations: Midway
- Battlestations: Pacific
- Bionicle
- BioShock
- BioShock 2
- Black & White
- Black & White: Creature Isle Expansion
- Black and White 2
- Borderlands: Édition Game of the Year
- Brothers in Arms: Double Time
- Championship Manager 3 (L'Entraîneur)
- Championship Manager 99/00 (L'Entraîneur)
- Championship Manager 00/01 (L'Entraîneur)
- Championship Manager 01/02 (L'Entraîneur)
- Championship Manager 4 (L'Entraîneur)
- Championship Manager 03/04 (L'Entraîneur)
- Chessmaster 9000
- Commandos 2 - Inclus dans le pack de bataille Commandos
- Commandos 3 - Inclus dans le pack de bataille Commandos
- Deus Ex: Human Revolution - Ultimate Edition
- Deus Ex: Human Revolution - Director's Cut
- DiRT 2
- DiRT 3
- DiRT Rally
- Empire: Total War - Gold Edition
- Enemy Engaged
- Fable: The Lost Chapters
- Ford Racing 2
- F1 Championship Season 2000
- F1 2012
- F1 2013
- F1 2016
- F1 2017
- Fable: The Lost Chapters
- Ghost Master
- GRID
- GRID 2 Reloaded Edition
- GRID Autosport
- Hitman: Absolution - Elite Edition
- Imperial Glory
- LEGO Batman
- LEGO Batman 2: DC Super Heroes
- LEGO Harry Potter: Années 1 à 4
- LEGO Harry Potter : Années 5 à 7
- LEGO Indiana Jones: La Trilogie Originale
- LEGO Indiana Jones 2: L'Aventure Continue
- LEGO La Grande Aventure - Le Jeu Vidéo
- LEGO Le Seigneur des Anneaux
- LEGO Marvel Super Heroes
- LEGO Star Wars: La Saga Complète
- LEGO Star Wars II: La Trilogie Originale
- LEGO Star Wars III: The Clone Wars
- Le Seigneur des anneaux : La Guerre du Nord
- Mafia II: Director's Cut
- Max Payne
- Mini Ninjas
- Napoleon: Total War - Gold Edition
- Oni
- Puzzler World
- Race Driver 3
- Racing Days R
- Rayman 3: Hoodlum Havoc
- Rayman Origins
- Republic: The Revolution
- Rise of the Tomb Raider
- Rome: Total War - Gold Edition
- SEGA Superstars Tennis
- Screen Studio
- Sheep
- Sid Meier's Railroads!
- Sid Meier's Pirates!
- Sonic & SEGA All Stars Racing
- The Movies
- The Movies: Stunts and Effects
- The Movies: Édition Superstar
- Sim Theme Park / World
- Tomb Raider
- Tomb Raider: Anniversary
- Tomb Raider: Underworld
- Total Immersion Racing
- Total War: SHOGUN 2 Collection
- Total War: Warhammer
- Tropico
- Tropico 3: Gold Edition
- Tropico 4: Gold Edition
- Warrior Kings
- Who Wants To Be A Millionaire
- Worms 3D
- Worms Blast
- XIII
- XCOM: Enemy Unknown - Elite Edition
- XCOM: Enemy Within
- Zoombinis Island Odyssey

### Linux
- Alien: Isolation
- Company of Heroes 2
- Deus Ex: Mankind Divided
- DiRT Rally
- Empire: Total War
- F1 2015
- F1 2017
- GRID Autosport
- Hitman - Édition Game of the Year
- Life Is Strange
- Mad Max
- Medieval II : Total War
- La Terre du Milieu : L'Ombre du Mordor
- Tomb Raider
- Rise of the Tomb Raider
- Shadow of the Tomb Raider
- Total War: Shogun 2
- Total War: Warhammer
- Total War: Warhammer 2
- XCOM: Enemy Unknown
- XCOM: Enemy Within
- XCOM 2
- Warhammer 40,000: Dawn of War II
- Warhammer 40,000: Dawn of War II - Chaos Rising
- Warhammer 40,000: Dawn of War II - Retribution
- Warhammer 40,000: Dawn of War III

### iPad
- GRID Autosport
- ROME: Total War
- ROME: Total War: Barbarian Invasion
- ROME: Total War: Alexander
- Tropico

### iPhone
- GRID Autosport
- ROME: Total War

### Android
- GRID Autosport
- ROME: Total War

### Nintendo Switch
- GRID Autosport

## Compilations de jeux
- Big Blue Box - Contient :- Oni, Sim Theme Park / Theme Park World, Championship Manager 00/01, Racing Days R.
- Big Metal Box - Contient :- Black & White, Oni, Max Payne, F1 Championship Season 2000
- Big Metal Box 2 - UK/Intl - Contient :- Warrior Kings, Total Immersion Racing, XIII, Championship Manager 03/04.
- Big Metal Box 2 - US - Contient :- Black & White, Warrior Kings, F1 Championship Season 2000, XIII.
- Big Red Box - Contient :- Tropico, Sheep, Championship Manager 01/02, Who Wants To Be A Millionaire.
- Family Fun Pack 1 - Contient :- Sheep, Worms Blast, Sim Theme Park / Theme Park World, Zoombini's Island Odyssey
- Family Fun Pack 2 - Contient :- Worms 3D, Rayman 3: Hoodlum Havoc, Ghost Master, Children's Encyclopædia Britannica 2004 Edition
- Family Fun Pack 3 - Contient :- Bionicle, Chessmaster 9000, Ford Racing 2, LEGO Star Wars II